# Gertrude Welcker

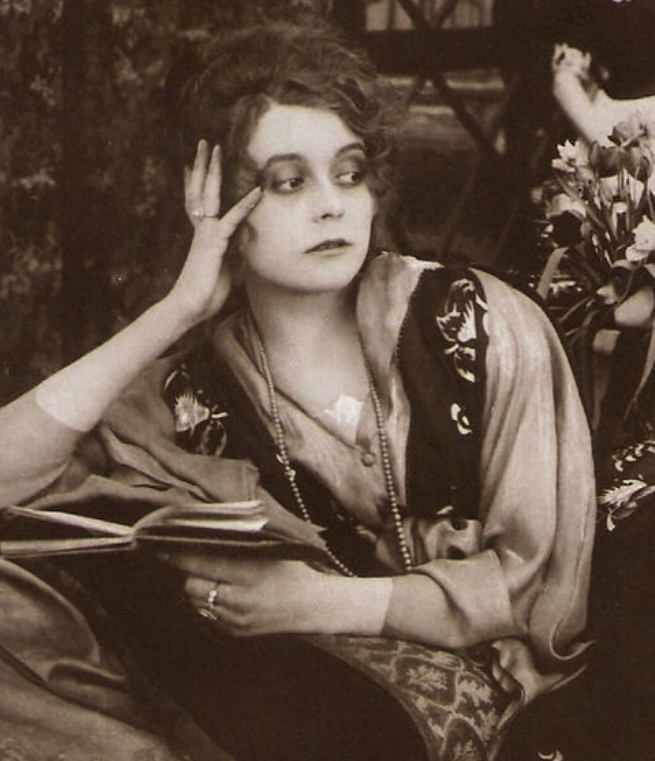
Gertrude Welcker, 1917.

Gertrude Welcker, född 16 juli 1896 i Dresden, Kejsardömet Tyskland, död 1 augusti 1988 i Danderyd, Sverige, var en tysk skådespelare. Från 1917 fram till 1925 medverkade hon flitigt i tyska stumfilmer, och är nog mest bekant för en lite större roll i Fritz Langs Dr. Mabuse, der Spieler från 1922. Efter över 60 filmroller och flera teaterroller lämnade hon yrket 1930 och kom att gifta sig med den svenske konstnären Otto G. Carlsund. Ett porträtt av de båda från 1929 finns i Moderna Museets samlingar.